# Andrea Pereira
Andrea Pereira Cejudo (Barcellona, 19 settembre 1993) è una calciatrice spagnola, difensore del Pachuca e della nazionale spagnola.

## Palmarès

### Club

#### Competizioni nazionali
- Campionato spagnolo: 4

Atlético Madrid: 2016-2017, 2017-2018
Barcellona: 2019-2020, 2020-2021
- Coppa della Regina: 4

Espanyol: 2012
Barcellona: 2018, 2019-2020, 2020-2021
- Supercoppa spagnola: 1

Barcellona: 2020

#### Competizioni internazionali
- UEFA Women's Champions League: 1

Barcellona: 2020-2021

### Nazionale
- Algarve Cup: 1

2017
- Cyprus Cup: 1

2018